# Стеблівський ентомологічний заказник
Стеблі́вський зака́зник — ентомологічний заказник місцевого значення в Україні. Об'єкт природно-заповідного фонду Рівненської області. 
Розташований у межах Здолбунівського району Рівненської області, неподалік від села Стеблівка. 
Площа 7 га. Статус надано згідно з рішенням облвиконкому від 22.11.1983 року № 343 (зміни згідно з рішенням облвиконкому від 18.06.1991 року № 98). Перебуває у віданні ДП СЛАП «Здолбунівський держспецлісгосп» (кв. 11, вид. 15, 16). 
Статус надано з метою збереження частини лісового масиву як місця розмноження диких бджіл, джмелів. 